# Nesticus takachiho
Nesticus takachiho là một loài nhện trong họ Nesticidae.
Loài này thuộc chi Nesticus. Nesticus takachiho được Takeo Yaginuma miêu tả năm 1979.